# Grande Prêmio da Austrália de 2013
O Grande Prêmio da Austrália foi a primeira corrida da temporada 2013 de Fórmula 1. A prova foi realizada em 17 de março no circuito de Albert Park. A pole position foi de Sebastian Vettel e a vitória foi para Kimi Räikkönen.

## Curiosidades
- Última vitória da Lotus F1 Team. Sendo, até o início da temporada de 2020, a última vitória de um carro que não seja Mercedes, Ferrari ou Red Bull.
- Primeiro Gp de Valtteri Bottas na F1
- Última vez que Kimi Räikkönen liderou um campeonato na Fórmula 1

## Resultados

### Qualificação
| Pos.                     | Nu. | Piloto              | Construtor           | Q1       | Q2       | Q3       | Grid |
| ------------------------ | --- | ------------------- | -------------------- | -------- | -------- | -------- | ---- |
| 1                        | 1   | Sebastian Vettel    | Red Bull-Renault     | 1:44.657 | 1:36.745 | 1:27.407 | 1    |
| 2                        | 2   | Mark Webber         | Red Bull-Renault     | 1:44.472 | 1:36.524 | 1:27.827 | 2    |
| 3                        | 10  | Lewis Hamilton      | Mercedes             | 1:45.456 | 1:36.625 | 1:28.087 | 3    |
| 4                        | 4   | Felipe Massa        | Ferrari              | 1:44.635 | 1:36.666 | 1:28.490 | 4    |
| 5                        | 3   | Fernando Alonso     | Ferrari              | 1:43.850 | 1:36.691 | 1:28.493 | 5    |
| 6                        | 9   | Nico Rosberg        | Mercedes             | 1:43.380 | 1:36.194 | 1:28.523 | 6    |
| 7                        | 7   | Kimi Räikkönen      | Lotus-Renault        | 1:45.545 | 1:37.517 | 1:28.738 | 7    |
| 8                        | 8   | Romain Grosjean     | Lotus-Renault        | 1:44.284 | 1:37.641 | 1:29.013 | 8    |
| 9                        | 14  | Paul di Resta       | Force India-Mercedes | 1:45.601 | 1:36.901 | 1:29.305 | 9    |
| 10                       | 5   | Jenson Button       | McLaren-Mercedes     | 1:44.688 | 1:36.644 | 1:30.357 | 10   |
| 11                       | 11  | Nico Hülkenberg     | Sauber-Ferrari       | 1:45.930 | 1:38.067 |          | 11   |
| 12                       | 15  | Adrian Sutil        | Force India-Mercedes | 1:47.330 | 1:38.134 |          | 12   |
| 13                       | 18  | Jean-Éric Vergne    | Toro Rosso-Ferrari   | 1:44.871 | 1:38.778 |          | 13   |
| 14                       | 19  | Daniel Ricciardo    | Toro Rosso-Ferrari   | 1:46.450 | 1:39.042 |          | 14   |
| 15                       | 6   | Sergio Pérez        | McLaren-Mercedes     | 1:44.400 | 1:39.900 |          | 15   |
| 16                       | 17  | Valtteri Bottas     | Williams-Renault     | 1:47.328 | 1:40.290 |          | 16   |
| 17                       | 16  | Pastor Maldonado    | Williams-Renault     | 1:47.614 |          |          | 17   |
| 18                       | 12  | Esteban Gutiérrez   | Sauber-Ferrari       | 1:47.776 |          |          | 18   |
| 19                       | 22  | Jules Bianchi       | Marussia-Cosworth    | 1:48.147 |          |          | 19   |
| 20                       | 23  | Max Chilton         | Marussia-Cosworth    | 1:48.909 |          |          | 20   |
| 21                       | 21  | Giedo van der Garde | Caterham-Renault     | 1:49.519 |          |          | 21   |
| Tempo dos 107%: 1:50.616 |     |                     |                      |          |          |          |      |
| 22                       | 20  | Charles Pic         | Caterham-Renault     | 1:50.626 |          |          | 221  |
| Fonte:                   |     |                     |                      |          |          |          |      |

Notas
- ↑1  — Charles Pic falhou em marcar seu tempo pela regra do 107% do melhor tempo na sessão, mas a sua largada foi autorizada pelos comissionários.

### Corrida
| Pos.   | Nu. | Piloto              | Construtor           | Voltas | Tempo/Retirado         | Grid | Pontos |
| ------ | --- | ------------------- | -------------------- | ------ | ---------------------- | ---- | ------ |
| 1      | 7   | Kimi Räikkönen      | Lotus-Renault        | 58     | 1:30:03.225            | 7    | 25     |
| 2      | 3   | Fernando Alonso     | Ferrari              | 58     | +12.451                | 5    | 18     |
| 3      | 1   | Sebastian Vettel    | Red Bull-Renault     | 58     | +22.346                | 1    | 15     |
| 4      | 4   | Felipe Massa        | Ferrari              | 58     | +33.577                | 4    | 12     |
| 5      | 10  | Lewis Hamilton      | Mercedes             | 58     | +45.561                | 3    | 10     |
| 6      | 2   | Mark Webber         | Red Bull-Renault     | 58     | +46.800                | 2    | 8      |
| 7      | 15  | Adrian Sutil        | Force India-Mercedes | 58     | +1:05.068              | 12   | 6      |
| 8      | 14  | Paul di Resta       | Force India-Mercedes | 58     | +1:08.449              | 9    | 4      |
| 9      | 5   | Jenson Button       | McLaren-Mercedes     | 58     | +1:21.630              | 10   | 2      |
| 10     | 8   | Romain Grosjean     | Lotus-Renault        | 58     | +1:22.759              | 8    | 1      |
| 11     | 6   | Sergio Pérez        | McLaren-Mercedes     | 58     | +1:23.367              | 15   |        |
| 12     | 18  | Jean-Éric Vergne    | Toro Rosso-Ferrari   | 58     | +1:23.857              | 13   |        |
| 13     | 12  | Esteban Gutiérrez   | Sauber-Ferrari       | 57     | +1 Volta               | 18   |        |
| 14     | 17  | Valtteri Bottas     | Williams-Renault     | 57     | +1 Volta               | 16   |        |
| 15     | 22  | Jules Bianchi       | Marussia-Cosworth    | 57     | +1 Volta               | 19   |        |
| 16     | 20  | Charles Pic         | Caterham-Renault     | 56     | +2 Voltas              | 22   |        |
| 17     | 23  | Max Chilton         | Marussia-Cosworth    | 56     | +2 Voltas              | 20   |        |
| 18     | 21  | Giedo van der Garde | Caterham-Renault     | 56     | +2 Voltas              | 21   |        |
| Ret    | 19  | Daniel Ricciardo    | Toro Rosso-Ferrari   | 39     | Escapamento            | 14   |        |
| Ret    | 9   | Nico Rosberg        | Mercedes             | 26     | Elétrica               | 6    |        |
| Ret    | 16  | Pastor Maldonado    | Williams-Renault     | 24     | Rodou                  | 17   |        |
| DNS    | 11  | Nico Hülkenberg     | Sauber-Ferrari       | 0      | Sistema de combustível | 11   |        |
| Fonte: |     |                     |                      |        |                        |      |        |

## Tabela do campeonato após a corrida
Na tabela só constam as cinco primeiras posições.